# Studena
Studena je naselje u Hrvatskoj u općini Klani. Nalazi se u Primorsko-goranskoj županiji.

## Zemljopis
Sjeverozapadno su Škalnica, Klana i Lisac, južno su Marčelji, istočno je izvor Rječine, jugoistočno su Zoretići.

## Stanovništvo
| broj stanovnika | 280   | 273   | 308   | 328   | 344   | 413   | 462   | 547   | 433   | 471   | 459   | 467   | 456   | 441   | 409   | 382   | 308   |
|                 | 1857. | 1869. | 1880. | 1890. | 1900. | 1910. | 1921. | 1931. | 1948. | 1953. | 1961. | 1971. | 1981. | 1991. | 2001. | 2011. | 2021. |

## Vanjske poveznice
- O Studenoj na službenom mrežnom mjestu općine